# Ichthyoxenus japonensis
Ichthyoxenus japonensis är en kräftdjursart som beskrevs av Richardson1913. Ichthyoxenus japonensis ingår i släktet Ichthyoxenus och familjen Cymothoidae. Inga underarter finns listade i Catalogue of Life.